# Velîki Huleakî, Fastiv
Velîki Huleakî (în ucraineană Великі Гуляки) este localitatea de reședință a comunei Velîki Huleakî din raionul Fastiv, regiunea Kiev, Ucraina.

## Demografie
Componența lingvistică a localității Velîki Huleakî
     Ucraineană (97,75%)
     Rusă (1,73%)
     Alte limbi (0,34%)
Conform recensământului din 2001, majoritatea populației localității Velîki Huleakî era vorbitoare de ucraineană (97,75%), existând în minoritate și vorbitori de rusă (1,73%).